# Die Haftpflichtkasse
Die Haftpflichtkasse (vormals Haftpflichtkasse Darmstadt) ist ein deutscher Schaden- und Unfallversicherer mit Sitz in Roßdorf bei Darmstadt. Mit über 400 Mitarbeitern betreut der Versicherungsverein auf Gegenseitigkeit ein Beitragsvolumen mehr als 250 Millionen Euro.

## Geschichte
Vorläuferunternehmen der Haftpflichtkasse waren zwei unabhängig voneinander gegründete Versicherungsvereine auf Gegenseitigkeit. 1898 wurde in Leipzig die „Haftpflichtkasse des Sächsischen Gastwirtsverbandes V.a.G.“ und 1901 die „Haftpflichtkasse Deutscher Gastwirte V.a.G.“ in Darmstadt gegründet. Die Haftpflichtkasse in Darmstadt war im gesamten Reichsgebiet zugelassen – die Haftpflichtkasse in Leipzig im Königreich Sachsen und in Thüringen.
Beide Gründungen waren Folge der Probleme, denen sich die Gastronomen des Deutschen Kaiserreichs damals gegenübersahen. Wegen des angeblich zu hohen Risikos wollte sie keiner haftpflichtversichern. Wenn sich doch eine Versicherung fand, verlangte sie sehr hohe Prämien. Also schlossen sich die Gastronomen zu Gastwirtsvereinen zusammen. Aus deren Mitgliedskreisen entstanden schließlich die beiden Betriebshaftpflichtversicherungen.
1930 fusionierten die beiden Haftpflichtversicherungen mit Genehmigung des Reichsaufsichtsamtes zur „Haftpflichtkasse Deutscher Gastwirte V.a.G. gegr. 1898 Sitz Leipzig“. Die Verwaltungsdirektion Leipzig war zuständig für die Mitglieder in Ost,- Mittel- und Norddeutschland. Die Verwaltungsdirektion Darmstadt betreute die Mitglieder in Süd- und Westdeutschland sowie im Saargebiet. Bis zum 2. Weltkrieg konnte ein Bestand von ca. 12.000 Versicherungsnehmern aufgebaut werden. Die Kapitalanlagen betrugen über 700.000 Reichsmark.
Nach dem 2. Weltkrieg lagen Leipzig und Darmstadt in Trümmern. Der Neuanfang begann mit 5.000 Versicherungsnehmern in den drei besetzten Westzonen. Der gesamte Bestand in der russisch besetzten Zone war verloren, ebenso das komplette Vermögen. Die Besatzungsmacht hatte alles beschlagnahmt und angefangen die privaten Versicherungen zu verstaatlichen. 1945 wurde der Hauptgeschäftssitz des Unternehmens daher nach Darmstadt verlegt.
1954 wurde der Unternehmensname zu „Haftpflichtversicherung des Deutschen Hotel- und Gaststättengewerbes V.a.G“ geändert. Weitere Namensänderungen folgten 1968 zur „Haftpflichtversicherung des Deutschen Hotel- und Gaststättengewerbes - Haftpflichtkasse - VVaG“ und 1999 zur „Haftpflichtkasse Darmstadt - Haftpflichtversicherung des Deutschen Hotel- und Gaststättengewerbes – VvaG“. Seit Juli 2017 lautet die neue Unternehmensbezeichnung „Die Haftpflichtkasse VVaG“.
Ende 1993 zog die Haftpflichtkasse von Darmstadt nach Roßdorf. Dort begannen bereits Anfang der 90er Jahre die Bauarbeiten für das neue Verwaltungsgebäude. Das Haus bot Platz für viele zusätzliche Kollegen, die dringend gebraucht wurden. Denn die 90er Jahre waren geprägt von einem enormen Personalzuwachs. Ein entscheidender Grund hierfür war die Erweiterung des Versicherungsangebots. Die Haftpflichtkasse wandelte sich von einem kleinen Spezialversicherer der Gastronomie zu einem immer breiter aufgestellten Versicherungsunternehmen mit den Sparten Haftpflicht, Unfall (seit 2000) und Hausrat (seit 2006).
Durch die Aufnahme der neuen Geschäftsfelder konnte die Haftpflichtkasse nun auch eigene Versicherungskaufleute ausbilden. 2003 wurde wegen des gestiegenen Personalbedarfs ein zweites Gebäude inklusive großem Service-Center am Standort Roßdorf eröffnet. Die Haftpflichtkasse zählte zu diesem Zeitpunkt 120 Mitarbeiter. 2007 wurde der Komplex um ein drittes Verwaltungsgebäude ergänzt.
2017 überarbeitete das Unternehmen das Markenbild und führte eine Umbenennung in „Die Haftpflichtkasse VVaG“ durch.
2018 wurde die Eröffnung des vierten und letzten Gebäudes auf dem Roßdorfer Grundstück gefeiert. Sowohl die Zahl der Mitarbeiter als auch der Kunden hatte sich zu diesem Zeitpunkt bezogen auf die letzten zehn Jahren mehr als verdoppelt.
Im Juli 2021 wurde die Haftpflichtkasse Opfer eines Cyberangriffs mittels einer Erpressungssoftware. In diesem Zusammenhang flossen auch Kundendaten ab, die von den Tätern im Darknet öffentlich gemacht wurden.
2023 feierte die Haftpflichtkasse ihr 125-jähriges Bestehen.
Am 7. November 2024 wurde der Haftpflichtkasse aufgrund gravierender Mängel in der IT-bezogenen Geschäftsorganisation durch die Bundesanstalt für Finanzdienstleistungsaufsicht ein Kapitalaufschlag verhängt. Dieser Kapitalaufschlag soll die aus den IT-Mängeln entstandenen Risiken abdecken. Die genaue Höhe des Aufschlags wurde nicht bekanntgegeben.

## Produkte
Das Portfolio der Haftpflichtkasse umfasst für Privatkunden folgende Versicherungsarten:
- Privathaftpflicht
- Dienst-, Amtshaftpflicht
- Tierhalterhaftpflicht
- Haus- und Grundbesitzerhaftpflicht
- Bauherrenhaftpflicht
- Gewässerschadenhaftpflicht
- Hausratversicherung
- Unfallversicherung

Zum Angebot für Geschäftskunden gehören folgende Produkte:
- Betriebshaftpflicht (Hotel- & Gastronomiebetriebe, Handelsbetriebe, Bürobetriebe, Schönheitspflegebetriebe, Alten- & Pflegeheime, Reha- & Kurkliniken, Gesundheitsfachberufe, Veranstaltungen, Hausverwalter)
- Umweltschaden
- AGG-Versicherung.[7]

Im Segment der Haftpflichtversicherungen für Alten- und Pflegeheime gehört die Haftpflichtkasse zu den führenden Anbietern in Deutschland.

## Belege
1. ↑  Haftpflichtkasse - Pressemitteilung: Robust durch die Krise. 10. September 2018, abgerufen am 19. Juni 2023.
2. 1 2 3 4 5 6 7 8 9  Geschichte der Haftpflichtkasse. In: www.haftpflichtkasse.de. Abgerufen am 30. Juli 2024.
3. ↑  Haftpflichtkasse Darmstadt hat sich umbenannt. Abgerufen am 25. Juli 2022.
4. ↑  Cyberangriff auf die Haftpflichtkasse. In: www.haftpflichtkasse.de. Abgerufen am 14. Oktober 2021.
5. ↑  Bekanntmachung. In: bafin.de. Bundesanstalt für Finanzdienstleistungsaufsicht, 20. Dezember 2024, abgerufen am 3. Januar 2025.
6. ↑  Versicherungsbote.de: Haftpflichtkasse wird von BaFin abgestraft - Markt - Versicherungsbote.de. 24. Dezember 2024, abgerufen am 3. Januar 2025.
7. ↑  Firmenkunden: Betriebshaftpflicht und mehr - Haftpflichtkasse. In: www.haftpflichtkasse.de. Abgerufen am 23. Juni 2016.
8. ↑  Haftpflichtversicherung für Alten- und Pflegebetriebe - Haftpflichtkasse. In: www.haftpflichtkasse.de. Archiviert vom Original (nicht mehr online verfügbar) am 23. Juni 2016; abgerufen am 23. Juni 2016.

Koordinaten: 49° 51′ 45,4″ N, 8° 44′ 40,1″ O